# Басівська сільська рада (Сумський район)
Басі́вська сільська́ ра́да — колишній орган місцевого самоврядування в Сумському районі Сумської області. Адміністративний центр — село Басівка.

## Загальні відомості
- Населення ради: 1 034 особи (станом на 2001 рік)

## Населені пункти
Сільській раді були підпорядковані населені пункти:
- с. Басівка
- с. Локня
- с. Новеньке

## Склад ради
Рада складалася з 12 депутатів та голови.
- Голова ради: Каптілов Іван Григорович
- Секретар ради: Квачевська Лідія Василівна

### Керівний склад попередніх скликань
| Прізвище, ім'я, по батькові | Основні відомості                                                               | Дата обрання | Дата звільнення |
| --------------------------- | ------------------------------------------------------------------------------- | ------------ | --------------- |
| Пхенда Іван Павлович        | Сільський голова, 1961 року народження, безпартійний                            | 26.03.2006   | 31.10.2010      |
| Каптілов Іван Григорович    | Сільський голова, 1958 року народження, освіта середня спеціальна, безпартійний | 31.10.2010   |                 |

Примітка: таблиця складена за даними сайту Верховної Ради України